# جمعیت رزمنده مدافع انقلاب اسلامی
جمعیت رزمنده مدافع انقلاب اسلامی یا به اختصار، رزما حزب سیاسی ایرانی با محوریت حسین الله‌کرم است که در آذر ۱۴۰۲ اعلام موجودیت کرد.